# Egesina elegans
Egesina elegans är en skalbaggsart som först beskrevs av Fisher 1925.  Egesina elegans ingår i släktet Egesina och familjen långhorningar.
Artens utbredningsområde är Filippinerna. Inga underarter finns listade i Catalogue of Life.